# プロファイター
『プロファイター』は、1969年（昭和44年）1月5日-3月30日まで、日本テレビの日曜日21:30-22:26枠で放送された、宝塚映画制作のテレビドラマ。全13話。
前番組の『37階の男』（東宝・宝塚映画制作）にレギュラー出演していた高城丈二を主役に、今回は宝塚映画が単独で制作したものの、1クールで打ち切りとなった。
1996年には、CSアナログ放送局として開始されたファミリー劇場で、『37階の男』と一緒に放送されている。

## 概要
商業カメラマンの洞門 桜（どうもん さくら）は、I.C.P.B（国際刑事警察本部）から世界有数の大都市・東京に派遣された秘密捜査官の仮の姿であり、彼は本部からの秘密指令で影（闇社会）を追うプロファイターへ転じ、世界規模の犯罪組織と真っ向から対決する。
オープニングの演出や、殺し屋との闘い、事務所地下に設置された秘密指令室の描写などに、「007」ブームの影響が多大なスパイアクション物でもある。

## スタッフ

### オープニング 表記
原作
島田一男
- 桃源社刊「赤い影の男」シリーズより

脚本
高垣葵【第1,7話】 / 田代淳二【第2,6話】 / 藤本義一【第3,12話】 / 津瀬宏【第4話】 / 押川国秋【第5話】 / 島田一男【第8話】 / 市川森一【第9,10,13話】 / 三井偠市【第11話】 / 久保勝利【第11話】
音楽
冨田勲
監督
小林恒夫【第1話】 / 木俣和夫【第2話】 / 若林幹【第3話】 / 板谷紀之【第4話】 / 白井更生【第5,8,10,12話】 / 曲谷守平【第6話】 / 三輪彰【第7,9,11,13話】
衣裳協力
キング商事（株）
家具協力
湯川家具（大阪）
制作
日本テレビ
宝塚映画

### エンディング 表記
プロデューサー
永井陽三（日本テレビ）
田中博（宝塚映画）
撮影
森田利一郎【第1,2,5,7,9,11,13話】 / 野本一雄【第3話】 / 木下富蔵【第4,6,8,10,12話】
美術
藤田哲朗
照明
奥田勝治【第1,2,5,7,9,11,13話】 / 草刈忠【第3,4,6,8,10,12話】
録音
中川浩一【第1,2,4,6,8,10,12話】 / 鴛海晄次【第3,5,7,9,11,13話】
整音
中川凱量
音効
桜井育郎
編集
竹中久義【第1 - 4話】 / 山口喜義【第5 - 13話】
擬斗
葉山信二
助監督
依田智臣【第1,2,4,6,8話】 / 赤松弘一【第3,5,9,11話】 / 辻井康一【第7,10,12話】 / 清水正紀【第13話】
製作主任
安恵重喜【第1,2,6,8,10,第12話】 / 森元幹夫【第3,5,7,9,11,13話】 / 岡田康彦【第4話】
衣裳デザイン
立亀長三
協力
協同ジム
現像
東洋現像所
主題歌
影を追う男
作詞 : 杉紀彦 / 作曲 : 冨田勲 / 唄 : 高城丈二
- ポリドールレコード

## キャスト
- 洞門桜 : 高城丈二
- 有沢百合 : 佐藤友美
- 下村悦子 : 浜かおる
- 遠山純 : 長沢純
- I.C.P.B.極東部長（声の出演） : 納谷悟朗

## 放送データ
| 話数 | 放送日        | サブタイトル       | 脚本              | 監督     | ゲスト出演 |
| ---- | ------------- | ------------------ | ----------------- | -------- | --- |
| 1    | 1969年 1月5日 | 素顔の美しい女     | 高垣葵            | 小林恒夫 | 真理明美、根岸明美、明智十三郎、藤崎照彦、藤井重俊、筒井浩二、大中英二、前川忠夫、大田康人、渡辺強、奥西健男、木村功                                                                           |
| 2    | 1月12日       | 夜をデザインする女 | 田代淳二          | 木俣和夫 | 八代万智子、水上竜子、村上不二夫、江並隆、山本稔、吉井裕海、国原美秋、林浩久、佐山龍一郎、牧野児朗、大崎猛、山口裕史、下田武応、平田真男、睦五郎                                               |
| 3    | 1月19日       | 冷たい肌の女       | 藤本義一          | 若林幹   | 大村文武、宇治みさ子、山東昭子、酒井哲、山本一郎、柴田善房、宮谷春夫、牧野児朗、大崎猛、二本柳寛                                                                                               |
| 4    | 1月26日       | 影を追う女         | 津瀬宏            | 板谷紀之 | 原良子、立原博、守田比呂也、千葉敏郎、大木悟郎、河上一夫、長瀬正典、牧野児朗、フランシス・カロス、大中英二、筒井浩二、下田武応、太田はるみ、北あけみ                                           |
| 5    | 2月2日        | かわいい非情な女   | 押川国秋          | 白井更生 | 松岡きっこ、小川万里子、滝恵一、浜崎満、ロルフ・ジュサップ、渡辺強、尾小山安治、藤井重俊、筒井浩二、清水元                                                                                     |
| 6    | 2月9日        | 夜に舞う女         | 田代淳二          | 曲谷守平 | 真理アンヌ、沼田曜一、波田久夫、高村俊郎、諸口旭、山口幸生、賀川泰三、久林美智代、佐藤雅彦、司みのり、尾小山安治、藤井重俊、前川忠夫、山口裕史、大崎猛、中原早苗                               |
| 7    | 2月16日       | 炎に散る女         | 高垣葵            | 三輪彰   | 加茂良子、藤田みどり、三島耕、内藤綱男、岩城力也、神戸瓢介、牧野児朗、大中英二、筒井浩二、尾崎道子、田中麗、千秋芳子、奥西健男、南廣                                                           |
| 8    | 2月23日       | 操られる欲望の女   | 島田一男          | 白井更生 | 有沢正子、万里昌代、生田三津子、穂積隆信、佐伯徹、天王寺虎之助、楠義孝、滝譲二、野上哲也、下元年世、尾小山安治、藤井重俊                                                                       |
| 9    | 3月2日        | ダイヤの目をした女 | 市川森一          | 三輪彰   | 高須賀夫至子、北原義郎、宮口二朗、ピーター・ウィリアムス、溝田繁、加治春雄、竹中延行、花登梢、坂下政子、井上明子、前川忠夫、山口裕史、渡辺強、大田康人、太田はるみ、久里千春                   |
| 10   | 3月9日        | 悪夢の中の女       | 市川森一          | 白井更生 | 稲垣美穂子、青野平義、不破潤、青柳みゆき、今沢昭信、国富論、黒木竜也、藤井重俊、田中麗、筒井浩二、山口裕史、渡辺強、奥西健男、早川保                                                           |
| 11   | 3月16日       | 闇に笑う女         | 三井偠市 久保勝利 | 三輪彰   | 夏圭子、都筑克子、堀井永子、永田光男、山田康雄、テオドール・ペーテルン、服部三千代、稲荷京子、佐山龍一郎、尾小山安治、藤井重俊、大中英二、前川忠夫、前田正、下田武応                           |
| 12   | 3月23日       | 過去に復讐する女   | 藤本義一          | 白井更生 | 斎藤チヤ子、奈良あけみ、満田新二、岩田直二、諸口旭、大木悟郎、山口朱美、荒井八郎、牧野児朗、尾小山安治、大中英二、クー・バイチク、ハニー・有馬、前川忠夫、渡辺強、筒井浩二、奥西健男、村上冬樹 |
| 13   | 3月30日       | 冷やかな微笑の女   | 市川森一          | 三輪彰   | 服部マリ、草野大悟、久里みのる、佐藤京一、関根英二郎、尾小山安治、大中英二、筒井浩二、渡辺強、下田武応、田島和子                                                                               |

## 主題歌シングル
| 発売日             | 規格               | 規格品番           | 面                 | タイトル                                                                           | 作詞               | 作曲               | 編曲               |
| ポリドールレコード | ポリドールレコード | ポリドールレコード | ポリドールレコード | ポリドールレコード                                                                 | ポリドールレコード | ポリドールレコード | ポリドールレコード |
| ------------------ | ------------------ | ------------------ | ------------------ | ---------------------------------------------------------------------------------- | ------------------ | ------------------ | ------------------ |
| 1969年             | EP                 | SDR-1410           | A                  | 高城丈二、ポリドール・オーケストラ 影を追う男 （宝塚映画『プロファイター』主題歌） | すぎのりひこ       | 冨田勲             | 冨田勲             |
| 1969年             | EP                 | SDR-1410           | B                  | 高城丈二、ポリドール・オーケストラ ブルー ボサノバ                                 | すぎのりひこ       | 冨田勲             | 冨田勲             |